# Nam Tễ Vân
Nam Tễ Vân (giản thể: 南霁云; phồn thể: 南霽雲, ? – 757), người Đốn Khâu, Ngụy Châu , tướng lĩnh nhà Đường. Vì ông là người con thứ 8 trong nhà, nên thường được gọi là Nam Bát.

## Cuộc đời và sự nghiệp

### Cảm lòng thành, theo Trương Tuần
Thuở thiếu thời nhà nghèo, Nam Tễ Vân từng ở bến sông làm nghề giữ thuyền. Tương truyền ông luyện được 72 lộ thương pháp, giỏi cưỡi ngựa bắn cung, bắn tên cả hai bên trái phải, trong vòng trăm bước không trật bao giờ, buông dây cung là có người ngã .
Năm Thiên Bảo thứ 14 (755), loạn An Sử nổ ra, ông được Cự Dã úy Trương Chiểu đề bạt làm tướng. Thượng Hoành  (hoặc Thượng Hành ) đánh tướng Đại Yên là Lý Đình Vọng ở Biện Châu, dùng ông làm tiên phong. Sau đó ông được phái đến Tuy Dương, giúp việc cho Trương Tuần. Nam Tễ Vân nói với mọi người rằng: "Trương công rộng lòng đãi người, chính là nơi ta muốn phụng sự." rồi ở lại với Trương Tuần. Tuần cố khuyên trở về, Tễ Vân không chịu đi. Thượng Hoành dùng vàng lụa đón về, ông cảm ơn mà không nhận. Tễ Vân ở lại làm việc cho Tuần, Tuần đối đãi ông như người trong nhà .
Năm Chí Đức thứ 2 (757), Trương Triều Tông soái quân Yên tấn công Ninh Lăng , Nam Tễ Vân, Lôi Vạn Xuân soái binh nghênh chiến, chém chết 20 tướng giặc, tiêu diệt hơn vạn quân giặc. Cùng năm, sau khi An Khánh Tự giết cha là An Lộc Sơn, bèn phái Biện Châu thứ sử Doãn Tử Kỳ của nước Yên thống lĩnh 30 vạn quân đi đánh Tuy Dương, khi ấy Tuy Dương thái thú Hứa Viễn cầu cứu Trương Tuần. Trương, Nam từ Ninh Lăng xuất phát, đánh phá phòng tuyến của quân Yên, cùng quân giữ thành hội họp. Trong khi Doãn Tử Kỳ giục ngựa ra xem trận, bị Nam Tễ Vân bắn tên trúng vào mắt trái, Doãn đưa quân lui chạy .

### Cắt ngón tay, cầu viện binh
Quân Đường giữ thành có khoảng 1600 người, lương thực không đủ, người trong thành bắt đầu phải ăn vỏ cây, Trương Tuần sai Nam Tễ Vân đến Bành Thành  cầu viện Ngự sử đại phu Hứa Thúc Ký. Ông ta không cho, chỉ đem ra mấy ngàn tấm vải. Tễ Vân ngồi trên ngựa thóa mạ, thách Hứa Thúc Ký ra đấu 1 trận quyết tử, ông ta không dám nhận lời .
Trong thành hết lương, "giấy gói trà  đã hết, bèn ăn ngựa; ngựa hết, bẫy sẻ đào chuột", bắt đầu ăn người. Trương Tuần đem ái thiếp sung làm quân lương, "rồi mới đến phụ nữ trong thành, cũng hết, tiếp theo là người già, đàn ông" . Trương Tuần phái Nam Tễ Vân soái lĩnh 30 kỵ binh đột vây đến Lâm Hoài  cầu viện Ngự sử đại phu Hạ Lan Tiến Minh.
Tiến Minh nói: "Sự tồn vong của Tuy Dương đã rõ rồi, xuất binh có ích gì?" Tễ Vẫn đáp: "Thành còn chưa bị hạ. Nếu mất rồi, xin lấy cái chết để tạ lỗi với đại phu." Tiến Minh khiếp sợ phản quân, lại đố kỵ công lao và danh vọng của Trương Tuần, Hứa Viễn hơn hẳn mình, không muốn phát binh. Ông ta yêu thích sự hùng tráng của Nam Tễ Vân, muốn lưu lại, bèn bày tiệc để chiêu đãi . Nhạc trỗi lên, Nam Tễ Vân liền rút bội đao chặt đứt ngón tay giữa, đưa ngón tay còn chảy máu ròng ròng cho Hạ Lan Tiến Minh xem , rồi nói: "Khi Vân đến đây, người Tuy Dương đã không ăn hơn tháng rồi. Nay đại phu không chịu xuất binh, nếu Vân một mình được ăn uống, nghe nhạc, về mặt đạo nghĩa thật là bất nhẫn; dẫu có ăn cũng không nuốt xuống được." Những người trong tiệc đều cảm động mà rơi nước mắt .
Hạ Lan vẫn không động lòng, ông phẫn uất bỏ đi. Trong lúc ra thành, ông quay lại giương cung bắn vào tòa phù đồ (tức là cái tháp để thờ Phật), ngập sâu đến nửa mũi tên, mà rằng: "Sau khi bình định phản tặc, ắt quay lại giết Hạ Lan, nay lưu mũi tên này lại làm dấu." 
Đến Chân Nguyên, Nam Tễ Vân được Lý Bôn cho mượn trăm thớt ngựa; đến Ninh Lăng, mộ được 3000 quân. Trên đường trở vào thành Tuy Dương, bị phản quân phát hiện, trải qua một trường huyết chiến, chỉ còn lại hơn ngàn người, ông mới vào được thành . Người trong thành biết sẽ không có viện binh, khốc rống lên suốt vài ngày .

### Tuẫn nạn
Quân Đường ăn hết 2 vạn dân chúng, cuối cùng trong thành chỉ còn chưa đến 400 người. Doãn Tử Kỳ dùng thang mây đánh thành, quân giữ thành đói đến nỗi không giương được cung . Tháng 10, thành vỡ, mọi người bị bắt. Doãn Tử Kỳ khuyên ông đầu hàng, Trương Tuần nói lớn: "Nam Bát, nam nhi như ngươi, không thể chịu khuất mà làm việc bất nghĩa." Ông cười đáp: "Vốn đã muốn làm như vậy, nay lại có lời của ngài, nào dám không chết?" Rồi bất khuất mà chết .
Trừ Hứa Viễn bị giải về Lạc Dương, còn lại Trương Tuần, Nam Tễ Vân, Lôi Vạn Xuân cùng 25 viên tướng từng thắng trận ở Ninh Lăng là Thạch Thừa Bình, Lý Từ, Lục Nguyên Hoàng, Chu Khuê, Tống Nhược Hư, Dương Chấn Uy, Cảnh Khánh Lễ, Mã Nhật Thăng, Trương Duy Thanh, Liêm Thản, Trương Trọng, Tôn Cảnh Xu, Triệu Liên Thành, Vương Sâm, Kiều Thiệu Tuấn, Trương Cung Mặc, Chúc Trung, Lý Gia Ẩn, Địch Lương Phụ, Tôn Đình Kiểu, Phùng Nhan (4 người không rõ danh tính) đồng tuẫn nạn ở Tuy Dương .
Sau loạn An Sử, Đường Đức Tông cho vẽ hình Trương Tuần, Hứa Viễn, Nam Tễ Vân, đưa vào thờ trong Lăng Yên các. Nam Tễ Vân được phong làm Khai phủ nghi đồng tam tư, lại tặng Dương Châu đại đô đốc. Con trai là Thừa được kế tự.

## Đánh giá
Tác gia　Lương Vũ Sinh từng đánh giá Nam Tễ Vân trong tiểu thuyết võ hiệp Đại Đường du hiệp truyện như sau: cảm tiếu Kinh Kha phi hảo hán, hảo hô Nam Bát thị nam nhi (tạm dịch: dám cười Kinh Kha chẳng hảo hán, muốn hô Nam Bát thật nam nhi).